# Sonchus canariensis
Sonchus canariensis es una especie de planta herbácea perteneciente a la familia de las asteráceas. Es un endemismo de las Islas Canarias.

## Características
Sonchus canariensis es un endemismo de las islas centrales, con la ssp.canariensis en ambas islas y la ssp.orotavensis Boulos, sólo en Tenerife. Pertenece al grupo de especies arbustivas, con hojas dispuestas en una roseta terminal en las ramas. Los capítulos son anchos, de hasta 1,5 cm de diámetro, dispuestos en una inflorescencia no apretada. Las hojas son pinnatisectas, con lóbulos foliares estrechos.

## Taxonomía
Sonchus canariensis fue descrita por Carl Heinrich Bipontinus Schultz in Loutfy Boulos y publicado en Nytt Mag. Bot., Oslo, vol. xiv, p. 14, 1967.
Etimología
- Sonchus: nombre genérico del latín Sonchus, -i, derivado del griego σόθχος, la cerraja; usado por Plinio el Viejo en su Historia Naturalis, 22, 88[3][4]
- canariensis: en alusión al archipiélago canario, en su sentido más amplio.

Variedad aceptada
- Sonchus canariensis subsp. orotavensis Boulos

Sinonimia
- Sonchus pinnatus var. canariensis Sch.Bip.
- Sonchus canariensis subsp. canariensis
- Sonchus pinnatus subsp. canariensis (Sch.Bip.) Aldridge
- Sonchus canariensis subsp. orotavensis Boulos (1974)[5]
- Sonchus pinnatus

## Galería

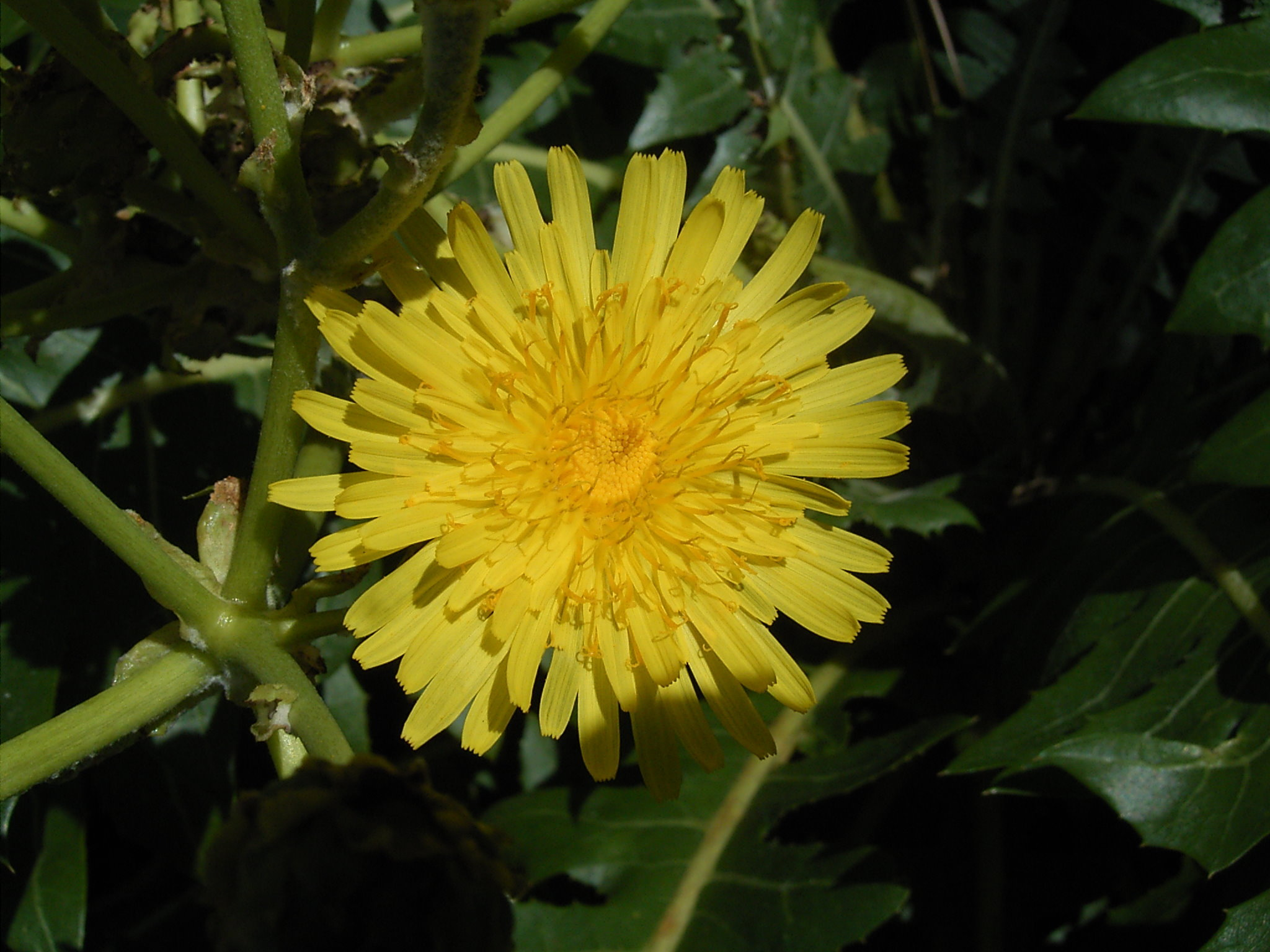
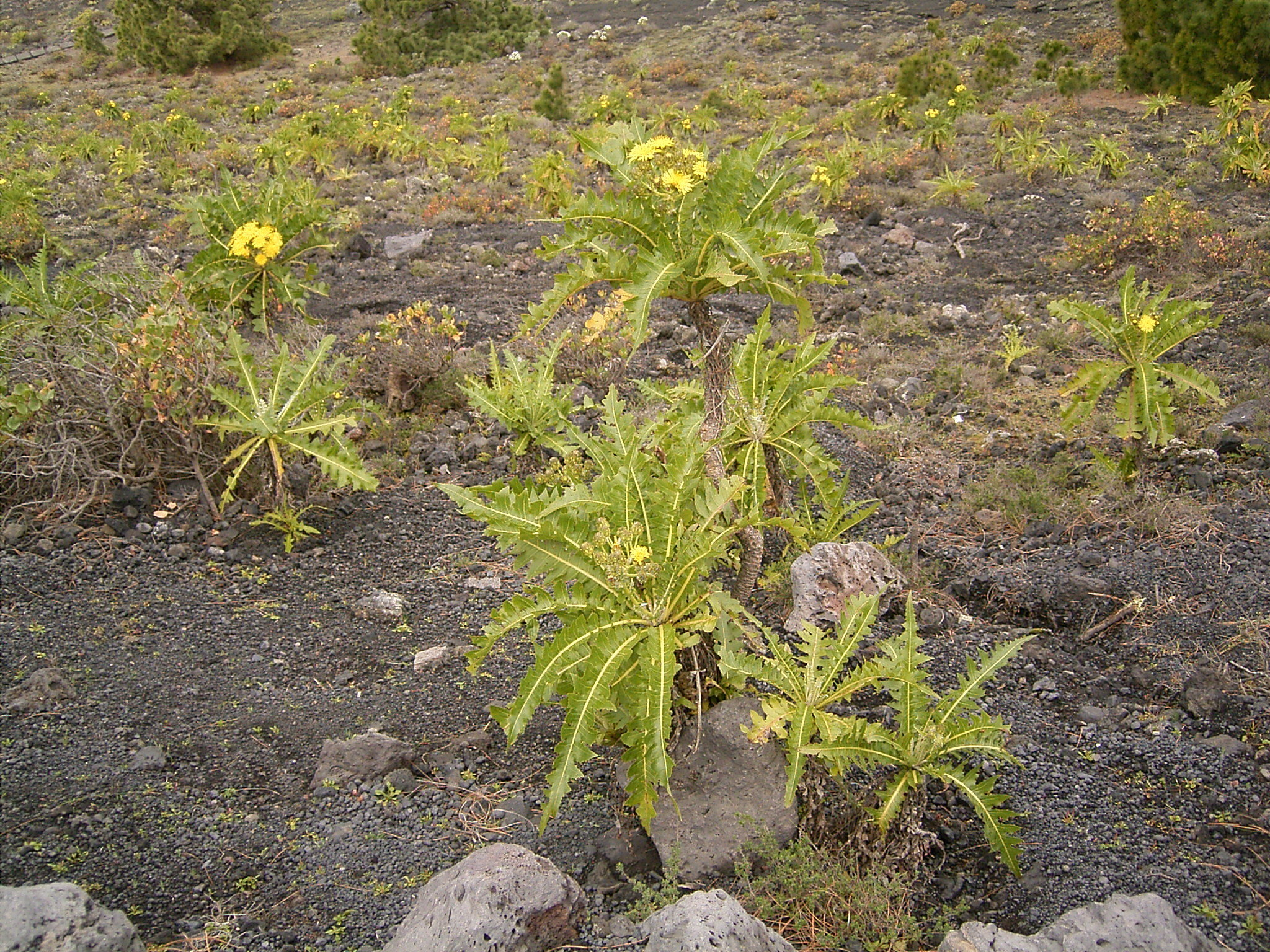
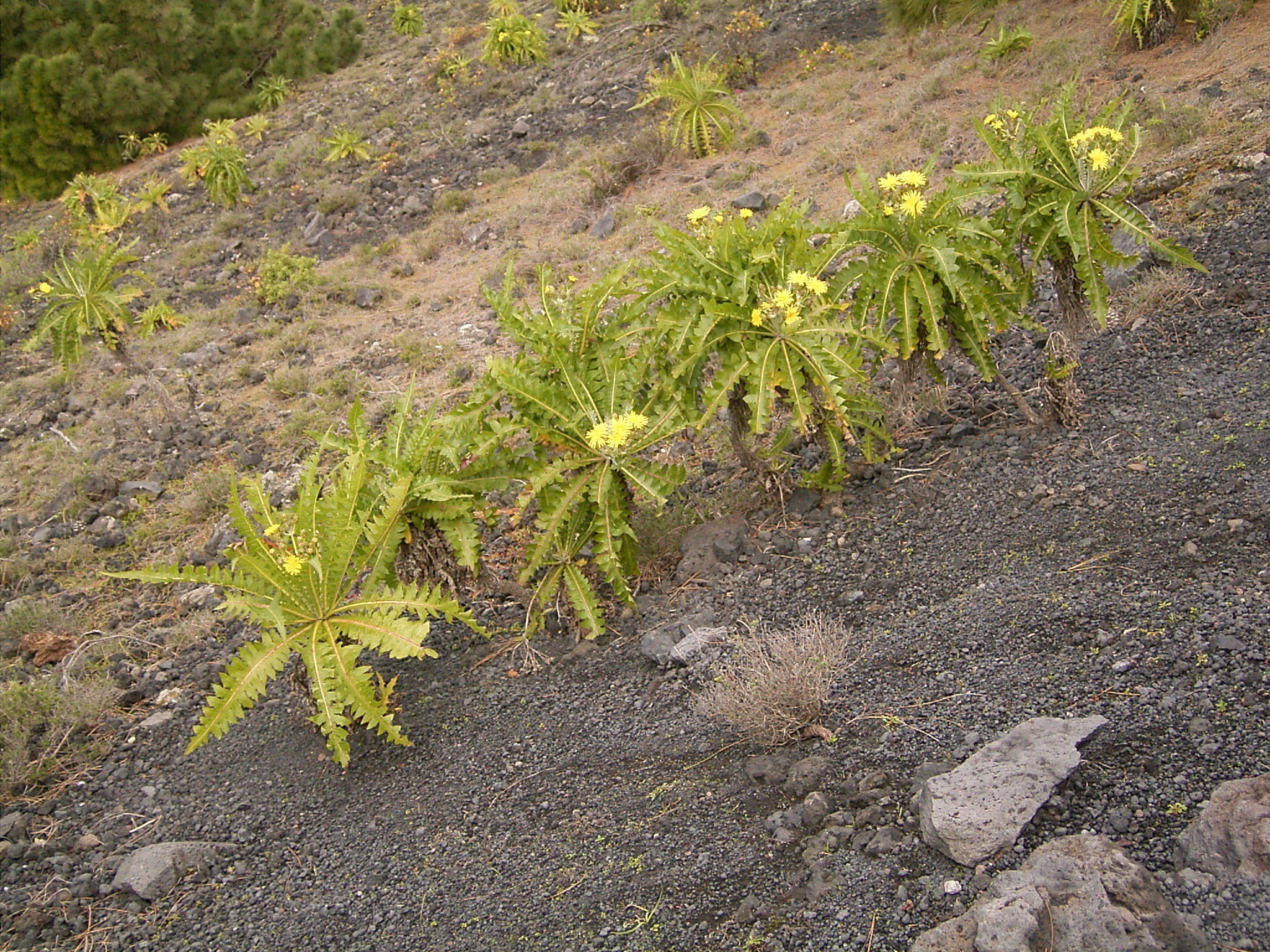
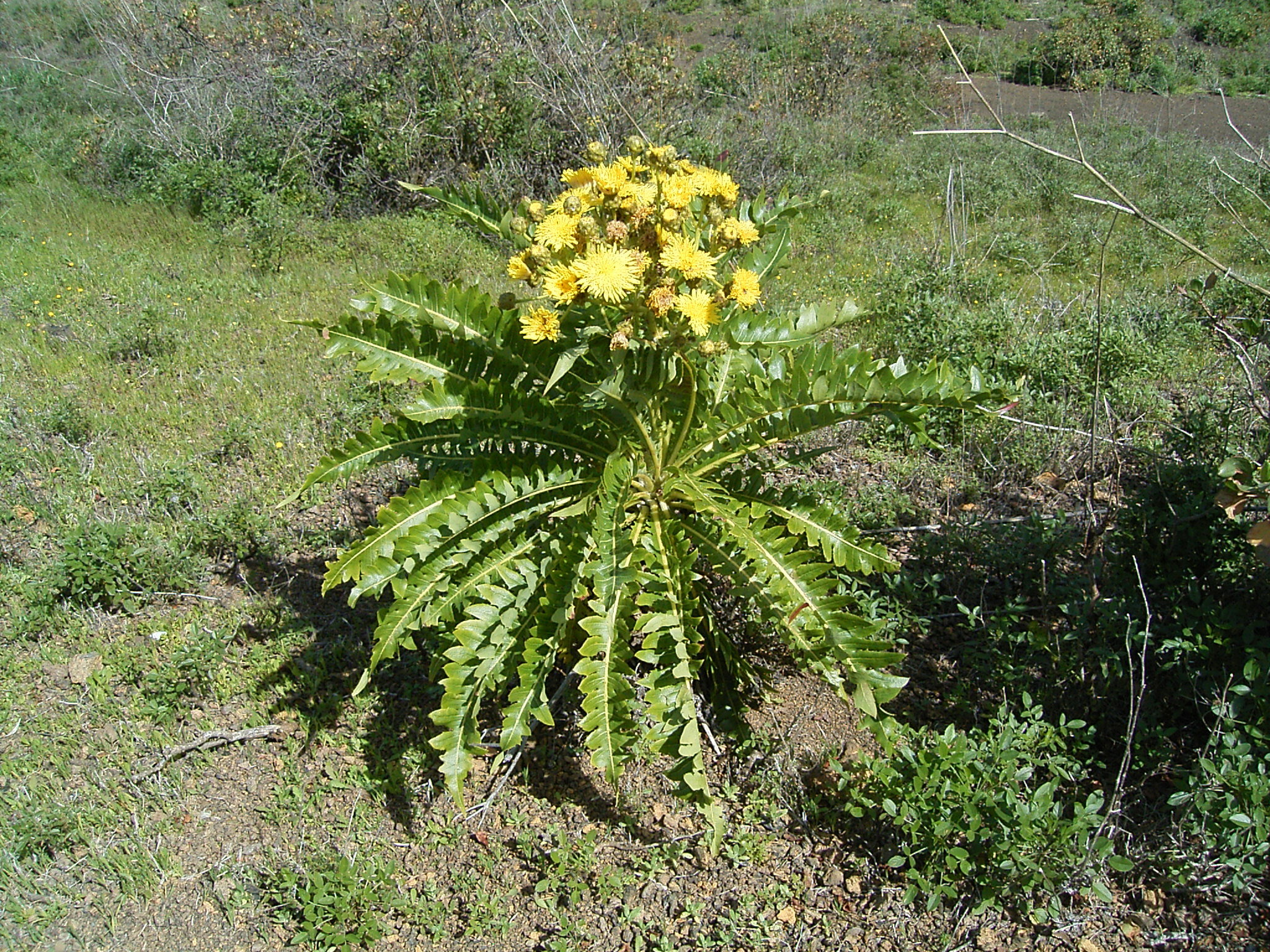